# Tscherwonopartysansk
Tscherwonopartysansk (ukrainisch Червонопартизанськ – ukrainisch offiziell seit dem 12. Mai 2016 Wosnesseniwka/Вознесенівка; russisch Червонопартизанск Tscherwonopartisansk) ist eine Stadt mit etwa 15.500 Einwohnern im Osten der Ukraine.

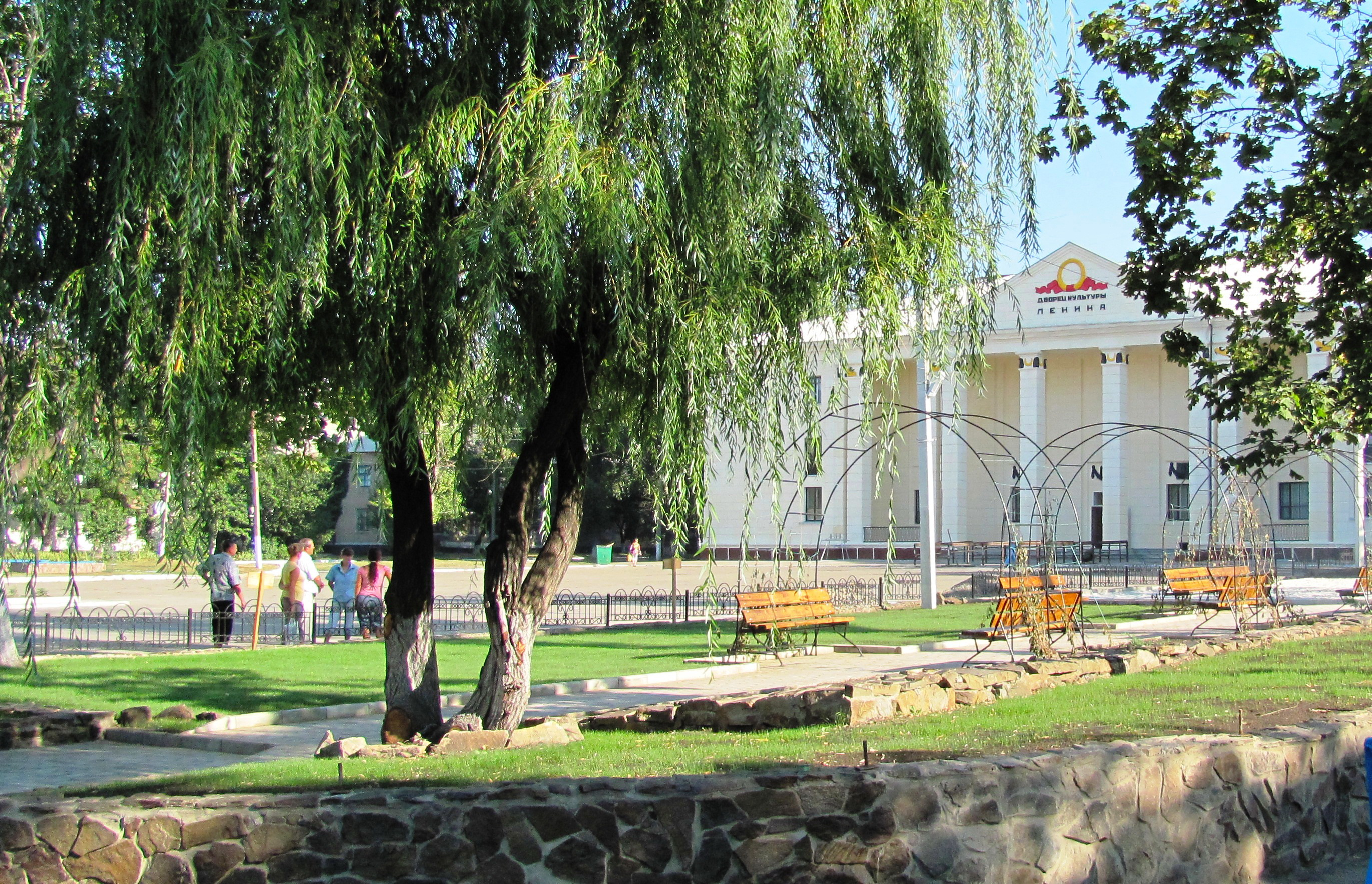
Blick in den Ort

## Geographie
Die Stadt ist Teil des Stadtkreises Swerdlowsk im Donezbecken im Südosten der Oblast Luhansk und befindet sich etwa 90 km südlich der Oblasthauptstadt Luhansk an der Grenze zur russischen Oblast Rostow.

## Geschichte
Die Mine Roter Partisan wurde im Jahr 1947 gegründet. Nach Zusammenlegung mehrerer Dörfer zu Tscherwonopartysansk bekam der entstandene Ort 1956 den Status einer Siedlung städtischen Typs und 1960 den Status einer Stadt verliehen.
Im Juli 2014 schlug im Russisch-Ukrainischen Krieg eine Granate in der Stadt ein und tötete vier Menschen. Die Betreiberfirma der Minen in der Stadt stellte daraufhin aus Sicherheitsgründen die Arbeiten in den Minen ein.
Vom 4. Juni bis zum 10. Juli 2014 war der Grenzposten Tscherwonopartysansk von prorussischen Separatisten besetzt. Seit Sommer 2014 ist der Ort im Verlauf des Ukrainekrieges durch Separatisten der Volksrepublik Lugansk besetzt.